# Pieter Neeffs II

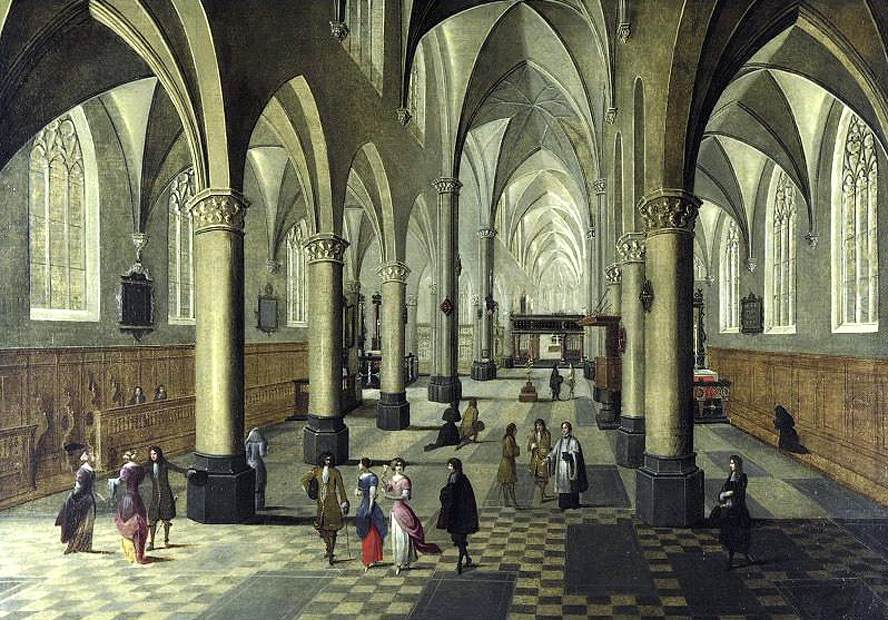
Wnętrze katedry, 1659

Pieter Neeffs II lub Neefs (ur. 26 maja 1620 w Antwerpii, zm. po 1675 tamże) – flamandzki malarz barokowy.
Artysta urodził się w rodzinie malarza Pietera Neeffsa I i podobnie jak ojciec zajmował się malowaniem wnętrz kościołów. Ich prace są bardzo do siebie podobne, co obecnie utrudnia atrybucję, tym bardziej, że pracowali wspólnie.
Prace obydwu Neeffsów są studiami światła w architekturze. Malarze wykonywali obrazy o niewielkim formacje, często na blasze miedzianej, precyzyjnie przedstawiające wnętrza gotyckich świątyń. Wykonanie sztafażu było powierzane innym malarzom. Cześć prac stanowią nokturny, czyli sceny nocne o dramatycznym oświetleniu.